# Silwinger Tunnel
Silwinger Tunnel – nieczynny tunel kolejowy o długości 1715 metrów w Niemczech (Saara), zlokalizowany na rozebranej linii kolejowej Merzig–Bettelainville łączącej Merzig w Niemczech z Budange i Bettelainville we Francji, pomiędzy stacjami Silwingen (Niemcy) i Waldwisse (Francja).

## Historia
Linia kolejowa z Merzig do Bettelainville była częścią strategicznego odgałęzienia Reichseisenbahnen w Alzacji-Lotaryngii, która prowadziła z Merzig przez Waldwisse i Bettelainville do Metzu. Budowa linii w ramach programu budowy kolei Alzacja-Lotaryngia przez niemiecką Dyrekcję Generalną w Strasburgu rozpoczęła się w 1908. Budowę tunelu rozpoczęto 24 czerwca 1910, a kontrakt na budowę otrzymało przedsiębiorstwo budowlane z Saarbrücken. Latem 1913 ukończono budowę na odcinku 180 metrów. W marcu 1915 około stu rosyjskich jeńców zostało wysłanych do rozbudowy linii w pobliżu Silwingen. W grudniu następnego roku trasa była już częściowo wykorzystywana do przewozu towarów, a 1 listopada 1917 cała trasa została oficjalnie otwarta – tunel został ukończony w całości mierząc 1715 metrów długości.
Po pierwszej wojnie światowej Francuzi utworzyli jednostkę pod nazwą Chemins de fer d´Alsace et de Lorraine. W dalszym ciągu byli też właścicielami odcinka linii znajdującego się na terenie Niemiec, czyli w rejonie Saary, a eksploatacją całej trasy zajmowała się Dyrekcja Kolei Saary. Po ponownym włączeniu regionu Saary do III Rzeszy Niemieckiej w 1936 doszło do sporów granicznych z Francją, kiedy to 621-metrowy odcinek tunelu przebiegał pod terytorium Francji. W efekcie dwa portale tunelowe znajdujące się na terenie Niemiec zostały zamurowane w grudniu 1936. Trasa kończyła się wówczas na nowo wybudowanym przystanku Silwingen.
3 września 1939, tuż po wybuchu II wojny światowej, niemieccy pionierzy wysadzili w powietrze most nad Saarą pod Merzig (nigdy nie został odbudowany). W rezultacie trasa między Merzig, a Waldwisse była od tego czasu nieużywana. Po zakończeniu kampanii francuskiej, w październiku 1941, wznowiono eksploatację pociągów między Mondorf i Bettelainville. 17 listopada 1944 linia została przerwana poprzez wysadzenie trójłukowego betonowego mostu w pobliżu południowego portalu tunelu. Podczas odwrotu Niemców, 21 listopada 1944, wysadzono siedem kolejnych mostów na trasie. 25 listopada 1944 wojska amerykańskie oczyściły trasę z gruzu, dokonały jej prowizorycznego remontu i wykorzystywały dla ruchu pociągów zaopatrzeniowych do Mondorf. Po wojnie, po stronie francuskiej pomiędzy Waldwisse a Hombourg-Budange utrzymywany był jeszcze ruch pasażerski, który został wstrzymany 5 maja 1948. W latach 1956/1957 trasa została zwrócona lub sprzedana poszczególnym gminom. W 1967 zdemontowano ostatnie torowiska. Tunel pozostaje od tego czasu nieużywany.
W 2007 przy północno-wschodnim portalu zainstalowano bramę celem uniemożliwienia wejścia osobom postronnym. Mniej więcej w połowie trasy nad tunelem nadal wznosi się w lesie komin wentylacyjny. Według niepotwierdzonych w żadnych źródłach pogłosek tunel był używany przez Niemców w końcowej fazie wojny do transportowania zrabowanych dóbr. Miało tam też dojść do masakry ukrywającej się wewnątrz cywilnej ludności (tunel pełnił rolę schronu przeciwlotniczego), którą zamordowali niemieccy naziści wywożący te dobra, usuwając w ten sposób świadków.
Tunel jest nadal własnością Deutsche Bahn.